# Fiona Ross

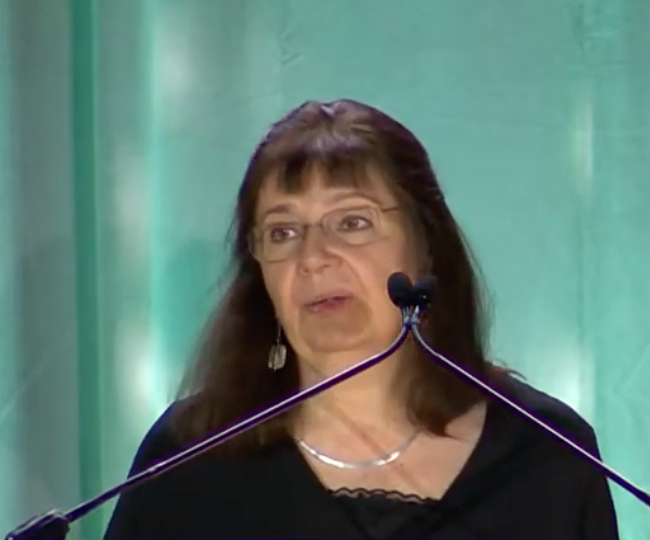
Fiona Ross (2019)

Fiona Ross (* 1954) ist eine britische Schriftgestalterin und Professorin für Type Design an der University of Reading.

## Leben und Werk
Fiona Ross begann ihre Karriere als Schriftgestalterin, nach Erlangung ihres PhD in indischer Paläografie an der SOAS University of London, 1978 bei Linotype in Großbritannien. Dort übersah sie, zum Schluss als leitende Gestalterin, den Ausbau der Schriften von Linotype für nicht-lateinische Schriftsysteme. Sie verblieb bis 1989 bei Linotype und arbeitete danach als Beraterin, Dozentin und Schriftgestalterin für nicht-lateinische Schriften, bevor sie 2003 zur Professorin für Type Design an der University of Reading berufen wurde. Sie berät unter anderem große Unternehmen wie Adobe, Apple und Monotype Imaging.
Neben ihrer gestalterischen Arbeit, forscht Ross in den letzten Jahren vor allem zu weiblichen, ungesehenen Positionen in der Schriftgestaltung im Recherche-Projekt Women in Type zusammen mit Alice Savoie und Helena Lekka.

## Auszeichnungen, Ehrungen
- 2014: SoTA Typography Award (The Society of Typographic Afficionados)[9]
- 2018: TDC Medal (Type Directors Club, New York)

## Veröffentlichungen
- The Printed Bengali Character and Its Evolution. Curzon, 1999. ISBN 978-0-7007-1135-2.